# Jef Van Der Linden
Jef Van Der Linden (2 de novembro de 1927 - 8 de maio de 2008) foi um futebolista belga que competiu na Copa do Mundo FIFA de 1954.